# Xăng máy bay
Xăng máy bay là nhiên liệu có chỉ số ốctan cao, được sử dụng cho các máy bay, và các ô tô đua trong quá khứ. Xăng máy bay trong tiếng Anh được gọi là AvGas (Aviation Gasoline), phân biệt với Mogas (Motor Gasoline) là các loại xăng sử dụng hàng ngày cho ô tô, xe máy.

Nhiên liệu trong ngành hàng không có phân biệt rõ ràng, nhưng được liệt kê theo hai nhóm chính: AvGas dễ bay hơi, dành cho máy bay có sử dụng động cơ đốt trong; và JetGas khó bay hơi, có thành phần tương tự như Dầu hỏa, dành cho các máy bay sử dụng động cơ phản lực. Vì sự nguy hiểm trong việc đặt tên, dễ gây nhầm lẫn (chủ yếu trong môi trường các chuyến bay quốc tế đa ngôn ngữ), một loạt các biện pháp phòng ngừa được đưa ra để phân biệt hai loại nhiên liệu này, trong đó có đánh dấu màu rõ ràng trên mọi thùng chứa, và phân biệt kích thước loại vòi bơm. AvGas được phân phối từ các vòi màu đỏ, với đường kính Φ40mm (49mm tại Mỹ). Chỗ tiếp liệu của các máy bay sử dụng động cơ đốt trong có đường kính không được phép vượt quá 60mm. Vòi phân phối JetGas có đường kính lớn hơn 60mm

## Thuộc tính
Xăng máy bay có tính bay hơi thấp hơn so với xăng Mogas và không bay hơi nhanh, đây là thuộc tính quan trọng để sử dụng ở các cao độ lớn. Những hỗn hợp xăng máy bay ngày nay sử dụng cũng giống như khi chúng lần đầu tiên được sử dụng trong những năm khoảng 1950 - 1960. Chỉ số ốctan cao thu được là nhờ sự bổ sung của Chì Tetraetyl (viết tắt tiếng Anh: TEL), một chất tương đối độc đã bị ngừng sử dụng cho ôtô ở phần lớn các nước trong những năm 1980. Thành phần dầu mỏ chính được sử dụng trong pha trộn xăng máy bay là alkylat. Nó là hỗn hợp của các loại izôốctan khác nhau, và một số các nhà máy lọc dầu sử dụng cả reformat.
Xăng máy bay hiện nay có vài loại với sự phân biệt theo nồng độ chì cực đại trong xăng. Do TEL là một phụ gia khá đắt, một lượng cực tiểu của nó thông thường được thêm vào nhiên liệu để nó đạt chỉ số ốctan yêu cầu, vì thế thông thường trên thực tế nồng độ của nó thấp hơn mức cực đại.
- Avgas 80/87: có ít chì nhất, cực đại là 0,5 gam chì trên 1 galông Mỹ, và nó được sử dụng trong các động cơ có tỷ số nén rất thấp.
- Avgas 100/130: là xăng máy bay có chỉ số ốctan cao hơn, chứa tối đa 4 gam chì trên 1 galông Mỹ, hay 1,12 gam/lít.
- Avgas 100LL: chứa tối đa 2 gam chì trên một galông Mỹ, hay 0,56 gam/lít, và là xăng máy bay phổ biến nhất. 100LL (LL trong tiếng Anh là ít chì) được tạo ra để thay thế cho Avgas 100/130.

Trong quá khứ, các loại xăng máy bay khác cũng được sử dụng trong quân sự, chẳng hạn như Avgas 115/145. Lưu ý rằng chỉ số ốctan của xăng máy bay không thể so sánh trực tiếp với các chỉ số ốctan của xăng Mogas, do các động cơ thử nghiệm và phương pháp thử được sử dụng để xác định chỉ số này trong hai trường hợp là khác nhau. Đối với xăng máy bay, số đầu tiên (nhỏ hơn) là cấp trộn nghèo, và số thứ hai (lớn hơn) là cấp trộn giàu. Đối với xăng Mogas, chỉ số "ốctan" thông thường được biểu diễn như là chỉ số chống nổ, nó là trung bình của chỉ số ốctan, dựa trên các nghiên cứu và phương pháp thử động cơ, hay (IR+IM)/2.
Để hỗ trợ phi công xác định nhiên liệu trong máy bay của họ, các chất nhuộm màu được thêm vào nhiên liệu. 80/87 có màu đỏ, 100/130 có màu xanh lục, và 100LL có màu lam, trong khi đó nhiên liệu máy bay phản lực, JET A1, là trong suốt hay vàng nhạt thì không được nhuộm màu.

## Chuyển đổi
Rất nhiều động cơ máy bay của hàng không dân dụng được thiết kế để hoạt động với chỉ số ốctan 80/87, xấp xỉ bằng tiêu chuẩn cho ô tô ngày nay. Việc chuyển đổi trực tiếp sang hoạt động bằng nhiên liệu ô tô là tương đối phổ biến và được áp dụng thông qua quy trình chứng nhận bổ sung dạng (STC). Tuy nhiên, các hợp kim sử dụng trong các kết cấu động cơ máy bay là đã quá cũ và động cơ bị mòn ở các van là vấn đề tiềm ẩn trong việc chuyển sang dùng xăng Mogas. Rất may là lịch sử của các động cơ chuyển đổi sang Mogas đã chứng minh rằng rất ít các vấn đề về động cơ xảy ra khi dùng xăng Mogas. Vấn đề lớn hơn phát sinh ra từ khoảng áp suất hơi cho phép quá rộng của xăng Mogas và đặt ra một số rủi ro cho những người sử dụng trong hàng không nếu sự cân nhắc trong thiết kế hệ thống nhiên liệu không được xem xét kỹ. Xăng Mogas có thể bay hơi trong các đường ống dẫn xăng và sinh ra khóa hơi (các bong bóng khí trong ống dẫn) làm cho động cơ thiếu xăng. Điều này không phải là chướng ngại không thể vượt qua được, nhưng yêu cầu đơn thuần là kiểm tra kỹ lưỡng hệ thống cung cấp xăng để đảm bảo việc che chắn hợp lý, tránh nhiệt độ cao và sự tồn tại của áp suất vừa đủ và sự lưu thông trong ống dẫn xăng.
Ngoài vấn đề về khóa hơi, xăng Mogas không có các chất theo dõi chất lượng như xăng máy bay. Để giải quyết vấn đề này, một loại nhiên liệu máy bay được biết đến như là 82UL đã được giới thiệu. Nhiên liệu này thực chất là xăng Mogas có bổ sung chất theo dõi chất lượng và hạn chế các phụ gia thêm vào.

## Tiêu thụ
Những nhà tiêu thụ lớn của xăng máy bay ngày nay nằm ở Bắc Mỹ, Úc, Brasil và châu Phi (chủ yếu là Nam Phi). Còn rất ít nguồn cung cấp ngoài nước Mỹ.
Ở châu Âu, xăng máy bay có giá quá cao vì thế toàn bộ ngành hàng không dân dụng đang dần chuyển sang sử dụng dầu diesel, là nhiên liệu rẻ tiền hơn, phổ biến hơn và có một số ưu điểm trong sử dụng trong hàng không.